# Thamsanqa Sangweni
Thamsanqa Sangweni (Empangeni, 26 de maio de 1989) é um futebolista profissional sul-africano que atua como defensor.

## Carreira
Thamsanqa Sangweni representou o elenco da Seleção Sul-Africana de Futebol no Campeonato Africano das Nações de 2015.